# Baketwernel
Baketwernel, còn được viết là Baketwerel, là một vương hậu được cho là sống vào cuối thời kỳ Vương triều thứ 20 trong lịch sử Ai Cập cổ đại. Bà chỉ được biết đến là một Chính thất Vương hậu qua ngôi mộ KV10 của pharaon Amenmesse thuộc Vương triều thứ 19.
Các học giả hiện nay cho rằng, Amenmesse là người cướp ngôi của pharaon Seti II và đã cai trị trong khoảng 3–4 năm cho tới khi Seti đoạt lại được ngôi vị. Do đó, Amenmesse không thể nào kịp hoàn thành lăng mộ của mình. Phần bên trong ngôi mộ đã được trát thạch cao và trang trí lại để làm nơi chôn cất cho Baketwernel và một thái hậu là Takhat. Theo Dodson (1987), công việc này được thực hiện dưới triều pharaon Ramesses IX, do đó mà Baketwernel có thể là phối ngẫu của vị vua này, tuy nhiên Schaden và Ertman (1998) lưu ý rằng một số chi tiết trang trí trên tường phòng của Baketwernel được hoàn thành vào khoảng thời gian trị vì của nữ pharaon Twosret.